# Merosargus luridus
Merosargus luridus är en tvåvingeart som beskrevs av Friedrich Hermann Loew 1855. Merosargus luridus ingår i släktet Merosargus och familjen vapenflugor.
Artens utbredningsområde är Venezuela. Inga underarter finns listade i Catalogue of Life.